# Liste der Mitglieder des Consiglio Grande e Generale (29. Legislaturperiode)
Die Liste gibt einen Überblick über alle Abgeordneten des Consiglio Grande e Generale, der Legislative San Marinos, in der 29. Legislaturperiode ab 2016.

## Zusammensetzung
Nach den Parlamentswahlen vom 20. November 2016 und der Stichwahl am 4. Dezember 2016 setzt sich der Consiglio Grande e Generale wie folgt zusammen.
| Mitglied des Consiglio Grande e Generale | geb. | Koalition                 | Liste  | Listenplatz | Kommentar                                                                       |
| ---------------------------------------- | ---- | ------------------------- | ------ | ----------- | ------------------------------------------------------------------------------- |
| Margherita Amici                         | 1991 | Adesso.SM                 | RF     | 10          |                                                                                 |
| Silvano Andreani                         | 1954 | Adesso.SM                 | C10    | 6           |                                                                                 |
| Gloria Arcangeloni                       | 1978 | Democrazia in Movimento   | RETE   | 8           | Verzichtete am 9. Dezember 2016 vor der ersten Parlamentssitzung auf ihr Mandat |
| Iro Belluzzi                             | 1964 | San Marino Prima di Tutto | PSD    | 1           |                                                                                 |
| Fabio Berardi                            | 1959 |                           |        |             | Capitano Reggente ex officio bis zum Ende seiner Amtszeit am 1. April 2017      |
| Alessandro Bevitori                      | 1979 | Adesso.SM                 | SSD    | 2           |                                                                                 |
| Valentina Bollini                        | 1995 | Adesso.SM                 | C10    | 9           |                                                                                 |
| Luca Boschi                              | 1972 | Adesso.SM                 | C10    | 8           |                                                                                 |
| Denise Bronzetti                         | 1972 | San Marino Prima di Tutto | PS     | 1           |                                                                                 |
| Marianna Bucci                           | 1982 | Democrazia in Movimento   | RETE   | 6           |                                                                                 |
| Stefano Canti                            | 1975 | San Marino Prima di Tutto | PDCS   | 7           |                                                                                 |
| Gian Carlo Capicchioni                   | 1956 | San Marino Prima di Tutto | PSD    | 3           |                                                                                 |
| Enrico Carattoni                         | 1985 | Adesso.SM                 | SSD    | 6           |                                                                                 |
| Alessandro Cardelli                      | 1991 | San Marino Prima di Tutto | PDCS   | 4           |                                                                                 |
| Roberto Joseph Carlini                   | 1995 | Adesso.SM                 | SSD    | 12          |                                                                                 |
| Giovanna Cecchetti                       | 1975 | San Marino Prima di Tutto | PS     | 3           |                                                                                 |
| Simone Celli                             | 1982 | Adesso.SM                 | SSD    | 1           | Minister                                                                        |
| Matteo Ciacci                            | 1990 | Adesso.SM                 | C10    | 1           |                                                                                 |
| Roberto Ciavatta                         | 1976 | Democrazia in Movimento   | RETE   | 3           |                                                                                 |
| Vanessa D’Ambrosio                       | 1988 | Adesso.SM                 | SSD    | 7           |                                                                                 |
| Angelo Della Valle                       | 1957 | Adesso.SM                 | SSD    | 14          |                                                                                 |
| Matteo Fiorini                           | 1978 | Adesso.SM                 | RF     | 2           |                                                                                 |
| Davide Forcellini                        | 1982 | Democrazia in Movimento   | RETE   | 4           |                                                                                 |
| Fabrizio Fracioni                        | 1966 | Adesso.SM                 | SSD    | 17          | Nachrücker für Minister                                                         |
| Carlo Franciosi                          | 1935 | Adesso.SM                 | RF     | 8           | Rücktritt 6. Oktober 2017                                                       |
| Emmanuel Gasperoni                       | 1977 | Adesso.SM                 | RF     | 3           |                                                                                 |
| Marco Gatti                              | 1967 | San Marino Prima di Tutto | PDCS   | 5           |                                                                                 |
| Sandra Giardi                            | 1969 | Democrazia in Movimento   | RETE   | 5           |                                                                                 |
| Roberto Giorgetti                        | 1962 | Adesso.SM                 | RF     | 11          |                                                                                 |
| Eva Guidi                                | 1968 | Adesso.SM                 | SSD    | 13          |                                                                                 |
| Mattia Guidi                             | 1987 | Adesso.SM                 | C10    | 10          |                                                                                 |
| Alessandro Izzo                          | 1978 | Adesso.SM                 | SSD    | 16          | Nachrücker für Minister                                                         |
| Marina Lazzarini                         | 1956 | Adesso.SM                 | SSD    | 5           |                                                                                 |
| Lorenzo Lonfernini                       | 1968 | Adesso.SM                 | RF     | 7           |                                                                                 |
| Teodoro Lonfernini                       | 1976 | San Marino Prima di Tutto | PDCS   | 2           |                                                                                 |
| Alessandro Mancini                       | 1975 | San Marino Prima di Tutto | PS     | 2           |                                                                                 |
| Tony Margiotta                           | 1973 | Adesso.SM                 | SSD    | 9           |                                                                                 |
| Augusto Michelotti                       | 1950 | Adesso.SM                 | SSD    | 10          | Minister                                                                        |
| Oscar Mina                               | 1958 | San Marino Prima di Tutto | PDCS   | 6           |                                                                                 |
| Marica Montemaggi                        | 1982 | Adesso.SM                 | C10    | 11          | Nachrücker für Minister                                                         |
| Giuseppe Maria Morganti                  | 1955 | Adesso.SM                 | SSD    | 3           |                                                                                 |
| Mariella Mularoni                        | 1962 | San Marino Prima di Tutto | PDCS   | 10          |                                                                                 |
| Michele Muratori                         | 1963 | Adesso.SM                 | SSD    | 8           |                                                                                 |
| Francesco Mussoni                        | 1971 | San Marino Prima di Tutto | PDCS   | 3           |                                                                                 |
| Marco Niccolini                          | 1970 | Democrazia in Movimento   | RETE   | 10          | 9. Dezember 2016 Nachrücker für Gloria Arcangeloni                              |
| Stefano Palmieri                         | 1964 | Adesso.SM                 | RF     | 9           |                                                                                 |
| Federico Pedini Amati                    | 1976 | Democrazia in Movimento   | MD-SMI | 1           |                                                                                 |
| Fabrizio Perotto                         | 1980 | Adesso.SM                 | RF     | 12          | Nachrücker für Minister                                                         |
| Marco Podeschi                           | 1969 | Adesso.SM                 | RF     | 6           | Minister                                                                        |
| Nicola Renzi                             | 1979 | Adesso.SM                 | RF     | 1           | Minister                                                                        |
| Dalibor Riccardi                         | 1983 | San Marino Prima di Tutto | PSD    | 2           |                                                                                 |
| Marino Riccardi                          | 1958 |                           |        |             | Capitano Reggente ex officio bis zum Ende seiner Amtszeit am 1. April 2017      |
| Franco Santi                             | 1967 | Adesso.SM                 | C10    | 5           | Minister                                                                        |
| Luca Santolini                           | 1985 | Adesso.SM                 | C10    | 2           |                                                                                 |
| Nicola Selva                             | 1962 | Adesso.SM                 | RF     | 4           |                                                                                 |
| Sefano Spadoni                           | 1974 | Adesso.SM                 | SSD    | 15          | Nachrücker für Minister                                                         |
| Mirco Tomassoni                          | 1969 | Adesso.SM                 | SSD    | 11          |                                                                                 |
| Elena Tonnini                            | 1979 | Democrazia in Movimento   | RETE   | 2           |                                                                                 |
| Jader Tosi                               | 1964 | Adesso.SM                 | C10    | 7           |                                                                                 |
| Massimo Andrea Ugolini                   | 1978 | San Marino Prima di Tutto | PDCS   | 9           |                                                                                 |
| Mara Valentini                           | 1953 | Adesso.SM                 | RF     | 13          | Nachrücker für Minister                                                         |
| Pasquale Valentini                       | 1953 | San Marino Prima di Tutto | PDCS   | 8           |                                                                                 |
| Gian Carlo Venturini                     | 1962 | San Marino Prima di Tutto | PDCS   | 1           |                                                                                 |
| Andrea Zafferani                         | 1982 | Adesso.SM                 | C10    | 3           | Minister                                                                        |
| Grazia Zafferani                         | 1972 | Democrazia in Movimento   | RETE   | 7           |                                                                                 |
| Monica Zafferani                         | 1985 | Adesso.SM                 | C10    | 12          | Nachrücker für Minister                                                         |
| Guerrino Zanotti                         | 1962 | Adesso.SM                 | SSD    | 4           | Minister                                                                        |
| Pier Luigi Zanotti                       | 1963 | Adesso.SM                 | RF     | 14          | 20. Oktober 2017 Nachrücker für Carlo Franciosi                                 |
| Mimma Zavoli                             | 1963 | Adesso.SM                 | C10    | 4           |                                                                                 |
| Roger Zavoli                             | 1973 | Adesso.SM                 | RF     | 5           |                                                                                 |
| Gian Matteo Zeppa                        | 1974 | Democrazia in Movimento   | RETE   | 1           |                                                                                 |

## Abkürzungen
- C10: Civico 10
- MD-SMI: Movimento Democratico San Marino Insieme
- PDCS: Partito Democratico Cristiano Sammarinese
- PS: Partito Socialista
- PSD: Partito dei Socialisti e dei Democratici
- RETE Movimento RETE
- RF: Repubblica Futura
- SSD: Sinistra Socialista Democratica